# Scarto semantico
In poesia lo scarto semantico è il mutamento dal significato comune ad un significato soggettivo e personale di una parola o di un termine. 
Esempio:
(Giuseppe Ungaretti, San Martino del Carso)
Lo scarto semantico (o linguistico) è una figura retorica ampiamente usata da Giuseppe Ungaretti nella sua produzione letteraria.
Il fine è quello di creare immagini con le parole, traslandone il significato originario per dar vita a forme concettualmente nuove.
Degnissimo esempio nella poesia Natale è l'espressione "gomitolo di strade".
Molto semplice far confusione tra metafora e scarto semantico: mentre nella metafora vengono usate parole di stessa matrice per esprimere concetti (pareva un asino...), nello scarto semantico è la parola ad essere utilizzata in accezioni diverse, creando così un effetto musicale e di grande pregnanza stilistica.